# 摩登語錄合唱團
摩登語錄合唱團（Modern Talking，中文又稱“摩登語錄”、“摩登谈话”、“現代對話”、“摩登淘金”）是一個德國流行音樂二人組，由編曲人、詞曲作者和製作人迪特·金特·波伦和歌手托马斯·安德斯組成。他們被稱為德國最成功的流行二人組，並且有許多熱門單曲，在許多國家都進入前五名。他們最受歡迎的單曲是《你是我的心，你是我的靈魂（You're My Heart, You're My Soul）》、《你可以贏，只要你願意（You Can Win If You Want）》、《雪莉，雪莉女士（Cheri, Cheri Lady）》、《路易兄弟》、《亞特蘭蒂斯在呼喚（Atlantis Is Calling SOS for Love）》、《傑洛尼莫的凱迪拉克（Geronimo's Cadillac）》和《寂寞之淚中國城（Lonely Tears in Chinatown）》。

## Modern Talking的职业生涯

### 1984至1987间
80年代初作曲及音乐制作人Dieter Bohlen第一次遇到了Thomas Anders。起初Bohlen为Anders制作谱曲的唱片并不非常成功。